# Kötcse
Kötcse là một thị trấn thuộc hạt Somogy, Hungary. Thị trấn này có diện tích 19,54 km², dân số năm 2010 là 501 người, mật độ 26 người/km².